# Automeris arminia
Automeris arminia é uma espécie de mariposa do gênero Automeris, da família Saturniidae.
Sua ocorrência foi registrada no Brasil, Guiana Francesa e Venezuela.